# گودزیلا: سلطان هیولاها (فیلم ۲۰۱۹)
گودزیلا: پادشاه هیولاها (انگلیسی: Godzilla: King of the Monsters) که همچنین با عنوان گودزیلا ۲: پادشاه هیولاها شناخته می‌شود، یک فیلم آمریکایی محصول سال ۲۰۱۹ و در ژانر هیولایی به کارگردانی مایکل دووگرتی است که دووگرتی به همراه زک شیلدز فیلم‌نامهٔ آن را نوشته‌است. پادشاه هیولاها دنباله‌ای بر فیلم گودزیلا (۲۰۱۴) است و سی و پنجمین فیلم از فرنچایز گودزیلا محسوب می‌شود. همچنین این فیلم سومین فیلم از دنیای هیولایی کمپانی لجندری و سومین فیلم در دنیای سینمایی هیولاها است که آن را به‌طور کامل یک استودیوی هالیوودی ساخته‌است. با وجود تشابه عنوان، داستان فیلم ارتباطی با فیلم محصول سال ۱۹۵۶ با همین عنوان ندارد. بازیگران اصلی فیلم ویرا فارمیگا، کن واتانابه، سالی هاوکینز، کایل چندلر، میلی بابی براون، برادلی وایتفورد، توماس میدلتیچ، چارلز دنس، اوشی جکسون جونیور ، آیشا هیندز و جانگ زئی هستند.
فیلم‌برداری این اثر در ۱۹ ژوئن ۲۰۱۷ در آتلانتا واقع در جورجیا آغاز و در ۲۷ سپتامبر ۲۰۱۷ به پایان رسید. گودزیلا: پادشاه هیولاها در تاریخ ۳۱ مه ۲۰۱۹ در ایالات متحده به صورت دوبعدی، سه‌بعدی و آی‌مکس توسط برادران وارنر اکران شد. فیلم با واکنش متوسطی از سوی منتقدان همراه بود. جلوه‌های ویژه، موسیقی متن و سکانس‌های اکشن فیلم مورد تحسین قرار گرفت اما منتقدان نسبت به خط داستانی و کم‌اهمیت بودن نقش شخصیت‌های انسانی در فیلم انتقاد داشتند.  گودزیلا: پادشاه هیولاها با بودجه‌ای ۱۷۰ میلیون دلاری ساخته شد و ۱۰۰ میلیون نیز خرج تبلیغات آن شده است.
فیلم ۳۸۶ میلیون دلار در سراسر جهان فروش کرد.
دنباله این فیلم تحت عنوان گودزیلا در برابر کونگ در سال ۲۰۲۱ اکران شد

## داستان
داستان در خصوص تلاش‌های قهرمانانهٔ سازمان نهان‌جاندارشناسی «مونارک» است که اعضایش با تنش و درگیری میان هیولاهای غول‌پیکر (تایتان ها) مواجه می‌شوند، از جمله گودزیلای قدرتمند که با ماترا، رودان، و حریف نهایی‌اش، گیدورا شاه سه سر روبرو می‌شود. هنگامی که این ابرموجودات باستانی - که گمان می‌شد افسانه هستند - دوباره ظاهر می‌شوند، همگی برای برتری رقابت می‌کنند.

## بازیگران
- ویرا فارمیگا در نقش دکتر اِما راسل
- کن واتانابه در نقش دکتر ایشیرو سریزاوا
- سالی هاوکینز در نقش دکتر وی‌وین گراهام
- کایل چندلر در نقش مارک راسل
- میلی بابی براون در نقش مدیسون راسل
- برادلی وایتفورد در نقش دکتر استانتون
- توماس میدلتیچ در نقش دکتر هنری
- چارلز دنس
- اوشی جکسون جونیور
- آیشا هیندز
- جانگ زئی
- آنتونی راموس در نقش «سرهنگ مارتینز»
- جاناتان هاوارد در نقش اَشر
- الیزابت لودلو
- رندی هیونز
- جیسون لایلز، آلن مکستون و ریچارد دورتون در نقش گیدورا شاه (ضبط حرکات)